# Красиловка (Овручский район)
Красиловка (укр. Красилівка) — село на Украине, находится в Овручском районе Житомирской области.
Код КОАТУУ — 1824285203. Население по переписи 2001 года составляет 898 человек. Почтовый индекс — 11146. Телефонный код — 4148. Занимает площадь 1,945 км².

## Адрес местного совета
11144, Житомирская область, Овручский р-н, с. Новые Веледники, ул. Центральная, 13